# Fin de vie (produit)
Pour les articles homonymes, voir Fin de vie et EOL.
La fin de vie d'un bien correspond au moment où celui-ci cesse d’être utilisé ou arrête de fonctionner et ne peut pas être réparé ou mis à jour.

## Description
La fin de vie d'un bien peut être liée à un arrêt de son utilisation ou à un problème technique (panne ou généré).

### Fin d'utilisation
Lorsqu'un bien ne peut plus remplir la fonction pour laquelle il a été acquis, il devient « en fin de vie ». Cela peut être dû à :
- la fin du service qu'il utilisait (par exemple le minitel en France en 2012[2]) ;
- l'absence de mise à jour (matérielle ou logicielle) pour utiliser une nouvelle application ou un nouveau service[3].

### Fin de vie physique
La fin de vie physique correspond à un problème de fonctionnement, qu'il soit lié :
- au matériel et à l'absence de possibilité de réparation ou à un dommage irréparable (par manque de pièces détachées ou de compétences) ;
- à un ou plusieurs logiciels indispensables à l'utilisation de l'appareil et à l'absence de mise à jour disponible ou de logiciel compatible.

Certains pays imposent que cette fin de vie physique conduise à un recyclage de l'ensemble des composants, en particulier pour les produits contenant des composants électroniques. En revanche, la gestion de certaines déchèteries ne garantit pas un parfait recyclage des composants électroniques.
Certaines entreprises, peu scrupuleuses, délocalisent dans des pays du tiers monde le recyclage de leurs produits, au moyen de techniques souvent rudimentaires

## Obsolescence programmée
La fin de vie peut être, pour des intérêts économiques, délibérément réduite, on parle alors d'obsolescence programmée. Il peut s'agir d'un matériel sciemment conçu pour ne pas pouvoir « évoluer », par exemple limité arbitrairement en taille de mémoire auxiliaire, ou de produits dont la conception comprend des « fragilités » délibérées (condensateurs électrolytiques peu durables, pièces de fatigue non renforcées, etc.). Dans les deux cas, le « metteur sur le marché » vise à entretenir un marché de renouvellement, par exemple par obsolescence technologique, d'estime ou esthétique.